# Новокузнецька (станція метро)
55°44′28″ пн. ш. 37°37′46″ сх. д. / 55.74111° пн. ш. 37.62944° сх. д.
«Новокузнецька» (рос. Новокузнецкая) — станція Замоскворіцької лінії Московського метрополітену. Розташована між станціями «Театральна» і «Павелецька», на території району «Замоскворіччя» Центрального адміністративного округу міста Москви.

## Історія
Станція відкрита у складі третьої черги будівництва Московського метрополітену під час Великої Вітчизняної війни 20 листопада 1943 на діючому перегоні «Площа Свердлова» (нині — «Театральна») — «Павелецька». З 1 січня 1943 потяги на вже діючій ділянці «Театральна» — «Автозаводська» прямували через «Новокузнецьку» без зупинки.
Назва — по Новокузнецькій вулиці. Всупереч широко розповсюдженій думці, не має ніякого відношення до міста Новокузнецьк, яке у той час називався Сталінськ.

## Вестибюлі і пересадки
На станції наземний вестибюль у формі ротонди, оздоблений зсередини мармуром «уфалей». Вихід з вестибюля на П'ятницьку вулицю.
З центру залу по ескалаторних нахилах можна здійснити пересадку в обидва зали станції «Третьяковська» Калузько-Ризької та Калінінської ліній. Перехід в південний зал споруджений в 1970 ,за для цього центральний зал «Новокузнецької» було подовжено. Побудовані при цьому пілони помітно відрізняються від старих. Перехід в північний зал з центральної частини станції відкрито в 1985. У 1996 було споруджено додатковий перехід в південний зал станції «Третьяковська».
- Третьяковська
- Автобуси: м5, н8;
- Трамваї: А, 3, 39

## Технічна характеристика

Схема колійного розвитку станції Новокузнецька

Конструкція станції — пілонна трисклепінна (глибина закладення — 37,5 метрів), з однією острівною прямою платформою. Побудована за типовим проектом. Діаметр центрального залу — 9,5 , діаметр бічних залів — 8,5 метрів. Оправа з чавунних тюбінгів.

## Оздоблення
Внутрішній інтер'єр станції багатий елементами художнього оздоблення. Тема оздоблення — стійкість і боротьба радянського народу в роки німецько-радянської війни. Пілони і склепіння станції оздоблено прохоро-баландинським мармуром і прикрашено барельєфами, що зображають епізоди бойових операцій. Особливе місце займають чудові лави з білого сибірського мармуру.
На стелі, навпроти кожного з проходів до платформ, розташовано шість мозаїчних панно, виконаних В. А. Фроловим за ескізами О. О. Дейнеки в блокадному Ленінграді (після загибелі художника вивезені з обложеного міста моряками Ладозької флотилії) і присвячених героїчній праці радянських людей в тилу. Їх теми, починаючи від ескалатора: садівники, сталевари, машинобудівники, будівельники-висотники, авіатори, лижники. Панно з мирними сюжетами були задумані ще до війни і призначалися спочатку для станції «Павелецька». Зал перетинає ряд торшерів, розташованих під панно.

## Колійний розвиток
Станція з колійним розвитком — 4 стрілочних переводи і 1 станційна колія для обороту та відстою рухомого складу, що переходить у СЗГ до Кільцевої, Калузько-Ризької та Серпуховсько-Тимірязєвської ліній.

## Ресурси Інтернету
- Новокузнецька. Офіційний сайт Московського метрополітену. Архів оригіналу за 28 вересня 2013. Процитовано 23 листопада 2013. (рос.)
- «Новокузнецька» на сайті Артемія Лебєдєва metro.ru [Архівовано 22 вересня 2020 у Wayback Machine.] (рос.)
- «Новокузнецька» на news.metro.ru [Архівовано 4 березня 2016 у Wayback Machine.] (рос.)
- План-схема станції і пересадного вузла
- «Новокузнецька» на KartaMetro.info[недоступне посилання] — Міський транспорт, виходи в місто і схема станції на супутниковій мапи Москви.
- «Новокузнецька» на Яндекс. Картах
- Прогулянки по Москві. Станція Новокузнецька. [Архівовано 13 червня 2008 у Wayback Machine.] (рос.)

| Попередня станція | Лінія | Лінія                | Лінія | Наступна станція |
| ----------------- | ----- | -------------------- | ----- | ---------------- |
| Театральна        |       | Замоскворіцька лінія |       | Павелецька       |